# 伙食灶别
伙食灶别是中国人民解放军军人伙食待遇区分的规定，是给养供给标准的组成部分。灶别规定了各类灶每天的食物和炊事燃料定量、相应的伙食费数额及享用人员等。《中国人民解放军内务条令》第十三章第三节财务和伙食费管理做了具体规定。

## 历史
1928年11月25日，毛泽东在写给中共中央的报告中说，红军“除粮食外，每天每人只有五分大洋的油盐柴菜钱，还是难乎为继”“从军长到伙夫……发零用钱，两角即一律两角，四角即一律四角”。
1949年8月，经过中央军委的批准，军委后方勤务部颁发了《中国人民解放军供给标准草案》开始实施，规定：
- 野战军每人每日5钱油、5钱盐、6钱肉和1斤菜，小米28两，干木柴2斤4两
- 地方部队每人每日4钱油、5钱盐、5钱肉和1斤菜，小米26两，干木柴2斤4两
- 后方机关每人每日3钱油、5钱盐、6钱肉和1斤菜，小米24两，干木柴2斤
- 医院的轻伤员，按照野战军菜金增加1.5倍；重伤员按照野战军菜金增加2.7倍；特重伤员，按照野战军菜金增加7倍
- 还规定了民工伙食标准
- 俘虏与所在的部队机关的伙食标准相同

至1955年取消供给制，实行大灶、中灶、小灶的灶别制度。1951年1月15日，中央军委总干部管理部颁发《关于中小灶待遇暂行规定》。
从二十世纪五十年代以来施行了六十年的“伙食费类区”分为：一类区、二类区、三类区、四类区、五类区、高原一类区、高原二类区、高原三类区、高原四类区。
| 名称   | 俗名                          | 注释                                                                        |
| ------ | ----------------------------- | --------------------------------------------------------------------------- |
| 一类灶 | 普通灶                        | 战士、营以下建制分队中与义务兵同桌就餐的干部、志愿兵。一类区一类灶0.47元/日 |
| 二类灶 | 施工灶 边防灶 海防灶          | 国防施工分队和驻生活条件艰苦的边防、岛屿部队                                |
| 三类灶 | 修理灶                        | 坦克和自行火炮修理分队                                                      |
| 四类灶 | 坦克灶 地勤灶 高原灶 伤病员灶 | 坦克和自行火炮分队、航空兵机务大队、驻高原地区部队、住院伤病员疗养员        |
| 五类灶 | 舰艇灶 海灶 飞行学员灶        | 水面舰艇人员、飞行学校学员                                                  |
| 六类灶 | 潜艇灶 快艇灶                 | 常规潜艇人员、海军导弹快艇鱼雷快艇人员                                      |
| 七类灶 | 空勤灶                        | 航空兵空勤人员、核潜艇人员                                                  |

二十世纪八十年代开始“斤半加四两”伙食标准，即“每人每天1.5斤蔬菜、1两肉、1两禽鱼蛋、1两豆制品、1两动植物油”的食物定量。
1996年10月30日民政部、财政部、总参谋部、总政治部、总后勤部《关于贯彻执行〔９４〕财社字第１９号文件有关问题的通知》([1996]政联字第9号)规定：“离休退休干部、退休志愿兵住院伙食补助费。从1997年1月起，按照总后勤部规定的普通伤病员伙食标准（四类灶加三类补助），减去个人交纳伙食费标准（每人每天1.60元），发给住院伙食补助费。具体标准，按照总后勤部现行规定的伙食费标准执行（见附件5、7）。”
2000年4月10日总后勤部颁布了《军人食物定量标准》(GJB 826A-2000)，合并精简了灶别，由7类灶别编为4类灶别。
2004年4月18日，经中央军委批准，总后勤部发出《关于加强新形势下部队伙食管理的通知》，从2004年1月1日起算调整提高全军士兵伙食费标准，一至四类灶每天分别增加0.50元、0.50元、0.60元和1.00元。
从2005年1月1日起，解放军大幅度提高士兵伙食费标准，平均每人每天增加1.80元。调整后，一类区一类灶伙食费标准达到了10元。同时，简化合并了伙食类区，内地伙食类区由5个简化合并为4个，高原伙食类区由4个简化合并为1个，使伙食费标准更加简化和规范。
2007年，中央军委批准《关于调整部队基本伙食费标准的通知》，提高伙食标准：
- “一类灶”：战士、与战士同餐的军官、国防施工分队和驻生活条件艰苦的边防、岛屿部队。每人每天11元
- “二类灶”：坦克和自行火炮修理分队、坦克和自行火炮分队、航空兵机务大队、驻高原地区部队。每人每天13元
- “三类灶”：水面舰艇人员、飞行学校学员。每人每天23元
- “四类灶”：常规潜艇人员、航空兵空勤人员、核潜艇人员。每人每天39元；

从1978年至2015年7月，解放军伙食费调整了24次。
2018年9月1日起，全军在遂行练兵备战等各类急难险重任务期间，分别执行相应的伙食补助标准，具体标准为：
1. 部队执行作战任务，在现行伙食费标准基础上每人每天补助20元；
2. 夜间执行任务3小时以上，享受夜餐补助费每人每天12元；
3. 执行军事应对、抢险救灾、反恐维稳、维护权益、安保警戒、阅兵、演训等重大任务补助15元，夜餐补助费12元；
4. 执行野外驻训、火箭军部队地下阵地密闭训练值班等一般任务补助7元，夜餐补助费8元。

2019年年初，新下发的《关于调整部队基本伙食费标准的通知》，再次对所有“四种区、三类灶”上调官兵基本伙食费标准，对伙食费灶别标准、过节伙食补助费标准及伤病员、疗养员伙食标准进行了调整，明确文职人员伙食费标准。